# ابویل (جورجیا)
ابویل، جورجیا (به انگلیسی: Abbeville, Georgia) یک شهر در ایالات متحده آمریکا با جمعیت ۲٬۹۰۸ نفر است که در جورجیا واقع شده‌است.